# 腺叶峨眉蔷薇
腺叶峨眉蔷薇（学名：Rosa omeiensis f. glandulosa）为蔷薇科蔷薇属峨眉蔷薇下的一个变型。

## 扩展阅读
- 維基物種上的相關：腺叶峨眉蔷薇